# Associazione italiana vittime del terrorismo
L'Associazione italiana vittime del terrorismo e dell'eversione contro l'ordinamento costituzionale dello Stato (AIVITER) è un'associazione italiana fondata nel 1985 con l'intento di tutelare la memoria della vittime individuali della violenza terroristica ed eversiva in Italia.

## Storia
L'associazione è stata costituita a Torino il 20 marzo 1985 da:
- Maurizio Puddu (politico e funzionario),
- Adele Andreis (moglie del giornalista Carlo Casalegno, vicedirettore de "La Stampa"),
- Giovanni Berardi (figlio del sottufficiale di Pubblica Sicurezza Rosario Berardi),
- Antonio Cocozzello (Consigliere comunale del comune di Torino),
- Mario Deorsola (Architetto ed esponente della DC,
- Leone ''Nino'' Ferrero (Giornalista de l'Unità),
- Severa Marone (moglie di Fulvio Croce),
- Dante Notaristefano,
- Sergio Palmieri (ex funzionario FIAT)
- Giovanni Picco (architetto e politico)[1].

È retta da un comitato direttivo costituito da presidente, segretario e dai componenti e responsabili regionali. Essa conta oltre 500 soci, nella stragrande maggioranza superstiti del terrorismo (invalidi o feriti) e parenti delle vittime. Ha sede presso la provincia di Torino, che è entrata a far parte come socio aderente.

### Presidenti
- Maurizio Puddu (1985-2007)
- Giovanni Berardi (2007-2008)
- Dante Notaristefano (2008-2015)
- Roberto Carlo Della Rocca (2015-in carica)

## Iniziative
Tra le iniziative dell'associazione vi è la pubblicazione di una lista delle vittime e di una scheda anagrafica per ciascuna di esse.
Nel 2010 ha collaborato con il Ministero dei Beni Culturali, Rai ed altri enti alla realizzazione del documentario Vittime proiettato al palazzo del Quirinale in occasione della cerimonia di commemorazione del Giorno della memoria.